# Ramas Swanadse
Ramas Swanadse (georgisch რამაზ სვანაძე; * 2. März 1981) ist ein georgischer Fußballtrainer.

## Karriere
Swanadse startete seine Trainerkarriere als Co-Trainer bei Dinamo Tiflis, wo er von Ende 2012 bis zum Saisonende 2014/15 unter verschiedenen Cheftrainern arbeitete.
Von März 2019 bis Ende 2020 war er Cheftrainer der georgischen U19-Nationalmannschaft. Am 18. November 2020 stand er als Interimsnachfolger für den Trainer der A-Nationalmannschaft, Vladimír Weiss, für ein Spiel der Nations League 2020/21 an der Seitenlinie. Die Partie gegen Estland endete 0:0. Seit März 2021 ist er Trainer der georgischen U21, welche unter seiner Leitung bei der Europameisterschaft 2023 das Viertelfinale erreichte.